# Murphy Range
Die Murphy Range ist ein Bergland in Queensland, Australien. Das Bergland liegt etwa 420 Kilometer westlich von Brisbane, etwa 44 Kilometer von Taroom und etwa 76 Kilometer von Theodore entfernt. Die Range erhebt sich auf 404 Meter über den Meeresspiegel. Unweit der Murphy Range liegt der Lake Murphy.
Die Namensgebung geht auf den preußischen Entdecker Ludwig Leichhardt zurück, der Ende 1844 in dieses Gebiet eindrang. Er wählte den Namen des fünfzehnjährigen John Murphy aus, ein Teilnehmer an seiner ersten Australienexpedition in den Jahren 1844 bis 1845.